# Михаел Бакош
Михаел Бакош (мађ. Bakos Mihály; Шаловци, Мађарска, oko 1742. — Surd, Мађарска, 9. април 1803) словеначки писац, евангелистички свештеник, заласки и шомодски декан.
Рођен у Прекмурју у месту Шаловци (Sall, данас Словенија). Између 1779. и 1784. године био је свештеник у Шурду, a затим и у Крижевцима у Прекмурју (1784 — 1785), касније опет у Шурду и у Шомодској жупанији, гдје се велики број Словенаца населио у 18. веку. Бакошев претходник био је Штеван Кизмич писац који је превео четири јеванђеља на прекмурском дијалекту.
Године 1791. написао је Хришћанске песмарице (Krscszánszke peszmene knige) на прекмурском наречју.